# Emmanuel-Henri-Joseph Plon
Emmanuel-Henri-Joseph Plon, né à Ath, le 14 novembre 1742 et mort à Nivelles, le 9 septembre 1832, est un typographe et graveur belge.

## Biographie
Apprenti chez son père Pierre-Jean-Joseph, il se décida, après son mariage avec Marie-Thérèse-Augustine Raingo, à fonder, en 1774, le premier établissement typographique à Nivelles. Outre de petits livres classiques, on a relevé dix-huit publications sorties de ses presses. Comme son père, il pratiqua la gravure sur bois et grava aussi sur cuivre en taille douce et en relief ; on lui doit aussi la composition d'encadrements, de fleurons et de séries de lettres pour affiches. Une épidémie de « fièvre putride » (typhoïde ?), qui désola Nivelles en 1804 et atteignit la famille de ce typographe, rendit sa situation critique. Il se fit alors instituteur, tout en continuant sa profession d'imprimeur.